# Дом Гемінґвей
«Дом Гемінґвей» (англ. Dom Hemingway) — британська кримінальна драма режисера і сценариста Річарда Шепарда, що вийшла 2013 року. Стрічка розповідає про життя Дома Гемінґвея після 12 років ув'язнення. У головних ролях Джуд Лоу, Річард Ґрант, Деміан Бішір.
Уперше фільм продемонстрували 8 вересня 2013 року у Канаді на 38-му Міжнародному кінофестивалі у Торонто. В Україні у широкому кінопрокаті показ фільму розпочався 3 липня 2014.

## Сюжет
Майстер зі зламування сейфів Дом Гемінґвей відсидів у в'язниці довгих 12 років і вийшовши, він планує отримати належні йому гроші за мовчання і покривання спільників. Проте як з'ясувалося, за 12 років все змінилося до невпізнання.

## Творці фільму

### У ролях
| Актор                | Роль                            |
| -------------------- | ------------------------------- |
| Джуд Лоу             | Дом Гемінґвей, зламник сейфів   |
| Річард Грант         | Діккі, найкращий друг Дома      |
| Деміан Бічір         | Іван Фонтейн, кримінальний бос  |
| Емілія Кларк         | Евелін Гемінґвей, донька Дома   |
| Керрі Кондон         | Мелоді, дівчина                 |
| Джумейн Гантер       | Лестер, син конкурента Фонтейна |
| Мадаліна Генеа       | Паоліна, дівчина Фонтейна       |
| Нейтан Стюарт-Джарет | Г'ю, хлопець Евелін             |

### Знімальна група
- Кінорежисер — Річард Шепард
- Сценарист — Річард Шепард
- Кінопродюсери — Джеремі Томас
- Виконавчий продюсер — Іван Данліві, Зіґі Камаса, Стів Норріс, Пітер Вотсон
- Композитор — Рольф Кент
- Кінооператор — Джайлс Наттґенс
- Кіномонтаж — Дана Конґдон
- Підбір акторів — Ніна Ґолд
- Художник-постановник — Лоуренс Дорман
- Артдиректори — Стів Картер, Білл Кратчер і Джонатан Голдінґ
- Художники по костюмах — Джуліан Дей[6].

## Сприйняття

### Оцінки
Фільм отримав загалом змішані відгуки: Rotten Tomatoes дав оцінку 58 % на основі 122 відгуків від критиків (середня оцінка 5,9/10) і 39 % від глядачів зі середньою оцінкою 3/5 (7 409 голосів). Загалом на сайті фільми має погані оцінки, фільму зарахований «гнилий помідор» від кінокритиків і «розсипаний попкорн» від глядачів, Internet Movie Database — 6,2/10 (19 904 голоси), Metacritic — 55/100 (37 відгуків критиків) і 6,4/10 від глядачів (34 голоси). Загалом на цьому ресурсі від критиків фільм отримав змішані відгуки, а від глядачів — схвальні.

### Касові збори
Під час прем'єрного показу у США, що розпочався 2 квітня 2014 року, протягом першого тижня фільм показали у 4 кінотеатрах і він зібрав 29 276 $, що на той час дозволило йому зайняти 60 місце серед усіх прем'єр. Показ фільму тривав 44 дні (6,3 тижня) і завершився 15 травня 2014 року, зібравши у прокаті у США 523 511 доларів США, а у решті світу 380 173 $, тобто загалом 903 684 долари США.

## Музика
Музику до фільму «Дом Гемінґвей» написав Рольф Кент, саундтрек був випущений 22 липня 2014 року лейблом «BFD».
| Список треків | Список треків                 | Список треків | Список треків |
| #             | Назва                         | Виконавець    | Тривалість    |
| ------------- | ----------------------------- | ------------- | ------------- |
| 1.            | «Comin' Back»                 | Citizen Cope  | 5:09          |
| 2.            | «The Train to Fontaine»       | Rolfe Kent    | 1:46          |
| 3.            | «Evie / I Do Owe You»         | Rolfe Kent    | 2:22          |
| 4.            | «Hemingway Clubbing»          | Chad Hobson   | 2:54          |
| 5.            | «La Fanette»                  | Jacques Brel  | 4:08          |
| 6.            | «Sprinting Back to the Villa» | Rolfe Kent    | 0:57          |
| 7.            | «Dom Saves Melody»            | Rolfe Kent    | 1:10          |
| 8.            | «Dom Bludgeons the Safe»      | Rolfe Kent    | 1:08          |
| 9.            | «Lester's Revenge»            | Rolfe Kent    | 2:09          |
| 10.           | «The Club»                    | Chad Hobson   | 4:18          |
| 11.           | «Love Is What You Make»       | Rolfe Kent    | 4:19          |
| 12.           | «Dom's Theme»                 | Rolfe Kent    | 2:26          |
| 13.           | «Fisherman's Blues»           | Emilia Clarke | 4:16          |
| 14.           | «In a Big Country»            | Big Country   | 4:43          |
| 41:45         |                               |               |               |